# Ohioville
Ohioville é um distrito localizado no estado norte-americano de Pensilvânia, no Condado de Beaver.

## Demografia
Segundo o censo norte-americano de 2000, a sua população era de 3759 habitantes.
Em 2006, foi estimada uma população de 3666, um decréscimo de 93 (-2.5%).

## Geografia
De acordo com o United States Census Bureau tem uma área de
61,4 km², dos quais 60,5 km² cobertos por terra e 0,9 km² cobertos por água.

## Localidades na vizinhança
O diagrama seguinte representa as localidades num raio de 8 km ao redor de Ohioville.